# Llau del Cornàs
La llau del Cornàs és una llau afluent del riu de Serradell que discorre íntegrament pel terme de Conca de Dalt, al Pallars Jussà, dins del seu antic terme de Toralla i Serradell.
Es forma a la mateixa carena de la Serra de l'Estall, al Racó de Carlos, a 1.565 m. alt., i davalla cap al sud-sud-est, de forma paral·lela a l'Obaga del Mu, que s'estén a migdia de la llau del Cornàs, al vessant septentrional del Serrat de Ladres. Deixa a l'esquerra el paratge del Cornàs, d'on pren el nom, i més endavant se li ajunta per la dreta, ja al moment d'arribar al fons de la vall, el barranc de la Boscarrera. Al cap de poc, per l'esquerra, li arriba el barranc del Carant de l'Os i el barranc de les Boïgues. Finalment, s'ajunta amb el barranc del Grau per formar conjuntament el riu de Serradell.